# Teorema de Arzelà-Ascoli
El teorema de Arzelà-Ascoli es una de las herramientas más poderosas del análisis matemático para decidir si un conjunto de funciones continuas reales definidas en un intervalo compacto es compacto. De esta manera, se puede entender como una extensión del teorema de Heine-Borel. En efecto, el teorema de Heine-Borel afirma que todo subconjunto cerrado y acotado de {\displaystyle \mathbb {R} ^{n}} es compacto. El teorema de Arzelà-Ascoli surge si nos preguntamos si el resultado análogo (¿cerrado y acotado implica compacto?) es cierto en espacios de Banach reales (espacios vectoriales sobre {\displaystyle \mathbb {R} } con una norma definida que los hace completos) ya no de dimensión finita ({\displaystyle \mathbb {R} ^{n}}) sino arbitraria.  
El ejemplo más sencillo de un tal espacio de Banach es el de las funciones continuas reales definidas en un intervalo compacto, dotado de la norma del supremo. Y es en este ejemplo que el teorema de Arzelà-Ascoli nos da la respuesta: no, no todo conjunto cerrado y acotado de funciones continuas será compacto (pues ni siquiera las bolas cerradas lo son), pero pidiendo una condición añadida (a saber, que el conjunto de funciones sea equicontinuo), entonces sí que lo será. 
En concreto, el teorema toma un conjunto de funciones reales continuas definidas en un intervalo compacto y da condiciones necesarias y suficientes para el conjunto para poder asegurar que una sucesión cualquiera de funciones del conjunto tenga una subsucesión uniformemente convergente. Así, si además pedimos que el conjunto sea cerrado (para que contenga el límite de esa subsucesión convergente), entonces tendremos que será compacto. La condición principal que pide el teorema es que el conjunto de funciones sea equicontinuo. 
El teorema de Arzelà-Ascoli es la base de muchos otros resultados en matemáticas, incluyendo el teorema de existencia de Peano en la teoría de ecuaciones diferenciales ordinarias, el teorema de Montel en análisis complejo, el teorema de Peter-Weyl en análisis armónico y varios resultados sobre la compacidad de operadores integrales.

## Historia
La noción de equicontinuidad fue introducida a finales del siglo XIX por los matemáticos italianos Cesare Arzelà y Giulio Ascoli, de quienes recibe el nombre el teorema.  Una versión débil del teorema fue demostrada por Ascoli (1883–1884), que dio la condición suficiente para la compacidad, y Arzelà (1895), que demostró la condición necesaria y a quien se debe la primera presentación clara del resultado. Fréchet (1906) demostró una generalización del teorema a funciones reales continuas con dominio compacto métrico (Dunford y Schwartz, 1958, p. 382). Formulaciones más modernas del teorema permiten que el dominio sea compacto Hausdorff y que el espacio de llegada sea sólo métrico.

## Definiciones previas
A continuación se definen las propiedades de un conjunto de funciones continuas sobre un intervalo cerrado y acotado que juegan un papel en el enunciado y la demostración del teorema. Para ello, sea {\displaystyle {\mathcal {F}}\subseteq {\mathcal {C}}(I,\mathbb {R} )} un conjunto de funciones continuas de un intervalo cerrado y acotado {\displaystyle I=[a,b]} a {\displaystyle \mathbb {R} }.
Decimos que el conjunto {\displaystyle {\mathcal {F}}} es puntualmente acotado si, fijando cualquier punto del intervalo, las funciones de {\displaystyle {\mathcal {F}}} toman en ese punto un conjunto acotado de valores:
{\displaystyle \forall x\in I\quad \exists M_{x}\in \mathbb {R} :\vert f(x)\vert \leq M_{x}\quad \forall f\in {\mathcal {F}}}.
Es decir, en cada punto hay una cota para los valores que toman las funciones. Esta cota puede depender del punto considerado del intervalo pero, una vez fijado este, no de las funciones. Si la cota no depende tampoco del punto del intervalo, decimos que es una cota uniforme. Es decir, {\displaystyle {\mathcal {F}}} es uniformemente acotado si 
{\displaystyle \exists M\in \mathbb {R} :\vert f(x)\vert \leq M\quad \forall x\in [a,b],\forall f\in {\mathcal {F}}}.
Ahora definimos la condición clave del teorema: la equicontinuidad. Diremos que {\displaystyle {\mathcal {F}}} es equicontinuo si 
{\displaystyle \forall x\in I\quad \forall \varepsilon >0\quad \exists \delta >0:\vert x-y\vert \leq \delta \Rightarrow \vert f(x)-f(y)\vert \leq \varepsilon \quad \forall y\in I\ \ \forall f\in {\mathcal {F}}},
es decir, si en cada punto del intervalo todas las {\displaystyle f} son continuas con un mismo {\displaystyle \delta } (son "igual de continuas" en cada punto). Es decir, {\displaystyle \delta } puede depender del punto {\displaystyle x} del intervalo, pero no de la función {\displaystyle f} considerada. Si se puede tomar un mismo {\displaystyle \delta } en cualquier punto {\displaystyle x\in I}, diremos que {\displaystyle {\mathcal {F}}} es uniformemente equicontinuo:
{\displaystyle \forall \varepsilon >0\quad \exists \delta >0:\vert x-y\vert \leq \delta \Rightarrow \vert f(x)-f(y)\vert \leq \varepsilon \quad \forall x,y\in I\ \ \forall f\in {\mathcal {F}}}.
Algunos autores, como Rudin, definen equicontinuo de esta última manera, y no de la primera. Aquí usaremos la primera definición, pero podremos usar ambas condiciones indistintamente, ya que en caso de que {\displaystyle I} sea compacto (cerrado y acotado) ambas definiciones son equivalentes, y en el teorema a demostrar siempre se consideran funciones definidas en intervalos de ese tipo.

## Enunciado del teorema
La versión más sencilla del teorema se puede enunciar como sigue:
Sea {\displaystyle {\mathcal {F}}\subseteq {\mathcal {C}}(I,\mathbb {R} )} un conjunto de funciones reales continuas de un intervalo cerrado y acotado {\displaystyle I}. Entonces, son equivalentes:
1. {\displaystyle {\mathcal {F}}} es uniformemente acotado y equicontinuo.
2. Cualquier sucesión {\displaystyle (f_{n})_{n\in \mathbb {N} }} de funciones de {\displaystyle {\mathcal {F}}} tiene una subsucesión {\displaystyle (f_{n_{k}})_{k\in \mathbb {N} }} uniformemente convergente.

Para {\displaystyle 1\Rightarrow 2} se puede pedir sólo que {\displaystyle {\mathcal {F}}} sea puntualmente acotado.

## Demostración

### Implicación directa
Demostramos primero que {\displaystyle 1\Rightarrow 2} usando sólo que {\displaystyle {\mathcal {F}}} es puntualmente acotado. Primero tomamos una sucesión {\displaystyle (f_{n})_{n\in \mathbb {N} }} de funciones de {\displaystyle {\mathcal {F}}}. Queremos encontrar una subsucesión uniformemente convergente. La construcción se basa en un argumento diagonal. 
Sea {\displaystyle Q=I\cap \mathbb {Q} } el conjunto de racionales del intervalo. Como {\displaystyle I} es cerrado y acotado, claramente {\displaystyle {\overline {Q}}=I}, donde la barra denota la adherencia. Además, al ser los racionales un conjunto numerable, existe una numeración {\displaystyle (q_{1},q_{2},q_{3},\dots )} de los elementos de {\displaystyle Q}. Usando la numeración vamos a construir subsucesiones de la sucesión original como sigue:
Para {\displaystyle q_{1}} consideramos la sucesión numérica formada por los valores de las funciones de la sucesión evaluadas en {\displaystyle q_{1}}. Esto es, {\displaystyle (f_{n}(q_{1}))_{n\in \mathbb {N} }}. Al ser {\displaystyle {\mathcal {F}}} puntualmente acotado, esta sucesión es acotada, por lo que, por el teorema de Bolzano-Weierstrass, tiene una parcial convergente que denotaremos por {\displaystyle (f_{1,n}(q_{1}))_{n\in \mathbb {N} }} donde el 1 representa que viene de considerar la subsucesión convergente de la sucesión evaluada en {\displaystyle q_{1}}. Aunque no esté escrito explícitamente en la forma {\displaystyle f_{n_{k}}} es importante recordar que las funciones {\displaystyle f_{1n}} son un funciones que ya estaban en la sucesión de {\displaystyle f_{n}}. Por tanto, hemos construido una subsucesión de la sucesión original de funciones que ahora converge al evaluarla en {\displaystyle q_{1}}.
Ahora tomamos las funciones de la sucesión que acabamos de construir y las evaluamos en {\displaystyle q_{2}}: {\displaystyle (f_{1,n}(q_{2}))_{n\in \mathbb {N} }}. Como antes, esta sucesión tiene una parcial convergente que ahora denotaremos por {\displaystyle (f_{2,n}(q_{2}))_{n\in \mathbb {N} }}. Esta nueva sucesión de funciones, {\displaystyle (f_{2,n})_{n\in \mathbb {N} }}, converge al ser evaluada en {\displaystyle q_{1}} por ser subsucesión de {\displaystyle (f_{1,n})_{n\in \mathbb {N} }} y al ser evaluada en {\displaystyle q_{2}} por construcción. Y podemos continuar así sucesivamente: ahora tomamos esta nueva sucesión y la evaluamos en {\displaystyle q_{3}}, obtenemos una subsucesión de la original {\displaystyle (f_{n})_{n\in \mathbb {N} }} que converge al ser evaluada en {\displaystyle q_{1},q_{2}} y {\displaystyle q_{3}}, esta nueva sucesión la evaluamos en {\displaystyle q_{4}}, etcétera.
Querríamos poder afirmar que hemos construido una subsucesión de la original que converge al ser evaluada en cualquier racional de {\displaystyle I}. Aquí es donde entra en juego el argumento diagonal. Escribimos las sucesiones que hemos construido:
{\displaystyle f_{1,1},f_{1,2},f_{1,3},f_{1,4},\dots }
{\displaystyle f_{2,1},f_{2,2},f_{2,3},f_{2,4},\dots }
{\displaystyle f_{3,1},f_{3,2},f_{3,3},f_{3,4},\dots }
{\displaystyle \vdots }
Tomamos la sucesión de las funciones que aparecen en la diagonal: {\displaystyle (f_{n,n})_{n\in \mathbb {N} }}. Esta sucesión converge en todos los racionales del intervalo: tomemos un cierto {\displaystyle q_{m}\in Q}. Para {\displaystyle n\geq m}, {\displaystyle f_{n,n}} son una subsucesión de {\displaystyle (f_{m,n})_{n\in \mathbb {N} }}, y esta converge al ser evaluada en {\displaystyle q_{m}} por construcción. Por tanto, {\displaystyle (f_{n,n})_{n\in \mathbb {N} }} también.
Ahora, afirmamos que {\displaystyle (f_{n,n})_{n\in \mathbb {N} }} converge uniformemente. Para ello, veamos que es uniformemente de Cauchy. Es decir, queremos ver que, fijado {\displaystyle \varepsilon >0}, para {\displaystyle n,m} suficientemente grandes se tiene que {\displaystyle \vert f_{n,n}(x)-f_{m,m}(x)\vert \leq \varepsilon \quad \forall x\in I}. 
Por equicontinuidad, para ese {\displaystyle \varepsilon }, existe {\displaystyle \delta =\delta (\varepsilon )} tal que {\displaystyle \forall x,y\in I} se tiene que {\displaystyle \vert x-y\vert \leq \delta \Rightarrow \vert f_{n}(x)-f_{n}(y)\vert \leq {\tfrac {\varepsilon }{3}}\quad \forall n\in \mathbb {N} } (aquí estamos usando de hecho la equicontinuidad uniforme, pero podemos porque {\displaystyle I} es compacto). Como {\displaystyle Q} es denso en {\displaystyle I}, tenemos que {\displaystyle \bigcup _{q\in Q}B(q,\delta )\supseteq I} y, por compacidad de {\displaystyle I}, existe un número finito de {\displaystyle q\in Q} cuyas bolas ya recubren {\displaystyle I}: {\displaystyle I\subseteq B(q_{1}^{\delta },\delta )\cup \dots \cup B(q_{r}^{\delta },\delta )}. Además, {\displaystyle (f_{n,n}(b_{j}^{\delta }))_{n\in \mathbb {N} }} son sucesiones convergentes, luego de Cauchy: {\displaystyle \exists l_{j}:\forall n,m\geq l_{j}\quad \vert f_{n,n}(b_{j}^{\delta })-f_{m,m}(b_{j}^{\delta })\vert \leq {\tfrac {\varepsilon }{3}}}. Tomemos {\displaystyle n_{\varepsilon }=\min\{l_{1},\dots ,l_{r}\}}. 
Ahora, dado {\displaystyle x\in I} arbitrario, si {\displaystyle n,m\geq n_{\varepsilon }}, tenemos que existe un {\displaystyle b_{j}^{\delta }} tal que {\displaystyle \vert x-b_{j}^{\delta }\vert \leq \delta } porque {\displaystyle x\in I\subseteq B(q_{1}^{\delta },\delta )\cup \dots \cup B(q_{r}^{\delta },\delta )}, así que
{\displaystyle \vert f_{n,n}(x)-f_{m,m}(x)\vert \leq \vert f_{n,n}(x)-f_{n,n}(b_{j}^{\delta })\vert +\vert f_{n,n}(b_{j}^{\delta })-f_{m,m}(b_{j}^{\delta })\vert +\vert f_{m,m}(b_{j}^{\delta })-f_{m,m}(x)\vert \leq {\tfrac {\varepsilon }{3}}+{\tfrac {\varepsilon }{3}}+{\tfrac {\varepsilon }{3}}=\varepsilon }
Así, {\displaystyle (f_{n,n})_{n\in \mathbb {N} }} es uniformemente de Cauchy, por lo que es uniformemente convergente, como queríamos.

### Implicación inversa
Veamos el recíproco. Supongamos que toda sucesión de {\displaystyle {\mathcal {F}}} tiene una parcial convergente y veamos que {\displaystyle {\mathcal {F}}} es uniformemente acotado y equicontinuo. 
Veamos primero que es equicontinuo. Si no lo fuera, {\displaystyle \exists \varepsilon >0} tal que {\displaystyle \forall \delta >0\quad \exists x,y\in I,f\in {\mathcal {F}}:\vert x-y\vert \leq \delta } pero {\displaystyle \vert f(x)-f(y)\vert >\varepsilon }. Fijamos este {\displaystyle \varepsilon } y, para {\displaystyle \delta ={\tfrac {1}{n}}} para cada {\displaystyle n\in \mathbb {N} }, podemos construir sucesiones {\displaystyle (x_{n}),(y_{n})} de puntos y {\displaystyle (f_{n})} de funciones de {\displaystyle {\mathcal {F}}} tales que para todo {\displaystyle n\in \mathbb {N} } se tiene que {\displaystyle \vert x_{n}-y_{n}\vert \leq {\tfrac {1}{n}}} pero {\displaystyle \vert f_{n}(x_{n})-f_{n}(y_{n})\vert >\varepsilon }. Por hipótesis {\displaystyle (f_{n})_{n\in \mathbb {N} }} tiene una subsucesión {\displaystyle (f_{n_{k}})_{k\in \mathbb {N} }} uniformemente convergente a una cierta función {\displaystyle f\in {\mathcal {C}}(I,\mathbb {R} )} (por ser el límite uniforme de funciones continuas continuo). Ahora tenemos que
{\displaystyle \varepsilon <\vert f_{n_{k}}(x_{n_{k}})-f_{n_{k}}(y_{n_{k}})\vert \leq \vert f_{n_{k}}(x_{n_{k}})-f(x_{n_{k}})\vert +\vert f(x_{n_{k}})-f(y_{n_{k}})\vert +\vert f(y_{n_{k}})-f_{n_{k}}(y_{n_{k}})\vert \leq \epsilon },
donde cada uno de los sumandos se puede hacer menor que {\displaystyle {\tfrac {\varepsilon }{3}}} para {\displaystyle k} suficientemente grande por convergencia uniforme de {\displaystyle (f_{n_{k}})_{k\in \mathbb {N} }} hacia {\displaystyle f} y continuidad de {\displaystyle f}. Pero esto último es una contradicción ({\displaystyle \varepsilon <\varepsilon }), por lo que {\displaystyle {\mathcal {F}}} debe ser equicontinuo.
Veamos ahora que es puntualmente acotado. Si {\displaystyle {\mathcal {F}}} no fuera puntualmente acotado, existiría un {\displaystyle x\in I} tal que {\displaystyle \forall n\in \mathbb {N} \quad \exists f_{n}\in {\mathcal {F}}:\vert f_{n}(x)\vert \geq n} (todas las posibles cotas (naturales) fallan). Esta sucesión no tiene ninguna parcial uniformemente convergente pues, si tuviera una, sería uniformemente acotada (uniformemente convergente implica uniformemente acotada), pero esto es una contradicción, pues es subsucesión de {\displaystyle (f_{n})}, que no lo es.
Veamos que al ser {\displaystyle I} compacto, el hecho de ser puntualmente acotado y equicontinuo ya implica ser uniformemente acotado. En efecto, para {\displaystyle \varepsilon =1}, por ejemplo, existe {\displaystyle \delta >0} tal que {\displaystyle \vert x-y\vert \leq \delta \Rightarrow \vert f(x)-f(y)\vert \leq 1\quad \forall x,y\in I,f\in {\mathcal {F}}}. Ahora, {\displaystyle \bigcup _{y\in I}B(y,\delta )\supseteq I} y, por ser {\displaystyle I} compacto, existen {\displaystyle y_{1},\dots ,y_{r}\in I} tales que {\displaystyle I\subseteq B(y_{1},\delta )\cup \dots \cup B(y_{r},\delta )}.
Como cada conjunto {\displaystyle \{f(y_{j}):f\in {\mathcal {F}}\}} es acotado ({\displaystyle {\mathcal {F}}} es puntualmente acotado), tenemos que {\displaystyle \forall f\in {\mathcal {F}}} {\displaystyle \vert f(y_{j})\vert \leq M_{j}} para ciertas cotas {\displaystyle M_{1},\dots ,M_{r}}. Tomamos {\displaystyle M=\max\{M_{1},\dots ,M_{r}\}} y afirmamos que {\displaystyle M+1} es una cota uniforme. En efecto, dado {\displaystyle x\in I\subseteq B(y_{1},\delta )\cup \dots \cup B(y_{r},\delta )}, existe {\displaystyle y_{j}} tal que {\displaystyle \vert x-y_{j}\vert \leq \delta }, lo que, por equicontinuidad, implica que {\displaystyle \vert f(x)-f(y_{j})\vert \leq 1\quad \forall f\in {\mathcal {F}}}. Por tanto, {\displaystyle \vert f(x)\vert \leq \vert f(y_{j})\vert +1\leq M_{j}+1\leq M+1}, y esto vale para toda {\displaystyle f\in {\mathcal {F}}} y para todo punto {\displaystyle x\in I}, como queríamos. {\displaystyle \quad \square }

## Generalizaciones

### A espacios topológicos
El teorema se puede generalizar a funciones continuas entre dos espacios topológicos generales. En este caso, lo que dice el teorema es lo siguiente:
Sea {\displaystyle X} un espacio topológico compacto, {\displaystyle Y} un espacio métrico completo. Un conjunto {\displaystyle H\subset C(X,Y)} (el espacio de las funciones continuas de {\displaystyle X} en {\displaystyle Y}) será relativamente compacto en la topología de la métrica del infinito si y solamente si:
1. {\displaystyle H} es equicontinuo
2. Para todo {\displaystyle x\in X}, el conjunto {\displaystyle H_{x}=\{f(x):f\in H\}} es relativamente compacto en {\displaystyle Y}.

Debe tenerse en cuenta que si {\displaystyle Y=\mathbb {R} }, la condición 2 es equivalente a pedir que para cada {\displaystyle x\in X}, el conjunto {\displaystyle H_{x}} sea acotado. En este mismo caso, se cumple que si además {\displaystyle X} es un espacio topólogico conexo, basta verificar que existe un {\displaystyle x} tal que la condición 2 se cumple, y automáticamente se tendrá para todos.